# Semrom
Semrom Oltenia este o companie agricolă din Craiova.
Compania are activități de comercializare a semințelor de cereale, plante tehnice și furajere, o altă componentă fiind prestarea de servicii pentru producători agricoli.
Semrom Oltenia este controlată de SIF Muntenia, care deține o participație de 83,7%.
Cifra de afaceri:
- 2007: 24,8 milioane lei[1]
- 2006: 10,6 milioane lei[1]

Venit net:
- 2007: 1,1 milioane lei[1]
- 2006: 0,6 milioane lei[1]